# Russell Latapy
Russell Latapy (ur. 2 sierpnia 1968 w Port-of-Spain na wyspie Trynidad) – trynidadzko-tobagijski piłkarz grający na pozycji pomocnika oraz trener.

## Kariera klubowa
Latapy zaczynał karierę w latach 80. na wyspie Trynidad, a jego pierwszym klubem był Trintoc. Potem wyjechał na Jamajkę do klubu Hazard United, by stamtąd trafić do Europy. Pierwszym krajem była Portugalia, gdzie grał najpierw w Academice Coimbra, a następnie w FC Porto i Boaviście. W obu zespołach rozegrał łącznie 80 meczów w lidze portugalskiej. Został także pierwszym piłkarzem z Trynidadu i Tobago, który brał udział w rozgrywkach Ligi Mistrzów. W Portugalii zdobył dwa mistrzostwa Portugalii z FC Porto (1995 i 1996) oraz Puchar Portugalii z Boavistą w 1997.
W lecie 1998 przeniósł się do Szkocji, gdzie jako zawodnik Hibernian, Rangers, Dundee United oraz Falkirk FC rozegrał 193 spotkania w Scottish Premier League. W zespole Falkirk był także asystentem menedżera Johna Hughesa.

## Kariera reprezentacyjna
W reprezentacji Trynidadu i Tobago zadebiutował 30 października 1988 w meczu kwalifikacyjnym do Mistrzostw Świata 1990, który to Soca Warriors wygrali 1:0 z reprezentacją Hondurasu.
Po przegranych el. do MŚ 2002 zrezygnował w 2001 z występów w kadrze. Jesienią 2005 selekcjoner Leo Beenhakker namówił Latapy’ego i Dwighta Yorke’a do powrotu do reprezentacji pomimo tego, że Latapy miał już 37 lat. W 2006 został powołany do kadry na mistrzostwa świata i zagrał na nich w ostatnim grupowym meczu, przegranym 0:2, z Paragwajem, a na boisku grał przez 23 minuty. Z tamtego turnieju reprezentacja Trynidadu i Tobago odpadła po fazie grupowej.

## Kariera trenerska
W kwietniu 2009 roku Latapy zastąpił na stanowisku trenera reprezentacji Trynidadu i Tobago kolumbijskiego szkoleniowca – Francisco Maturanę, jego asystentem został Serb Zoran Vranes.